# Волворт (округ, Південна Дакота)
Шаблон:StateAbbr_ 45°26′ пн. ш. 100°02′ зх. д. / 45.43° пн. ш. 100.03° зх. д.
Округ Волворт (англ. Walworth County) — округ (графство) у штаті Південна Дакота, США. Ідентифікатор округу 46129.

## Історія
Округ утворений 1873 року.

## Демографія
За даними перепису 2000 року загальне населення округу становило 5974 осіб, зокрема міського населення було 3580, а сільського — 2394. Серед мешканців округу чоловіків було 2898, а жінок — 3076. В окрузі було 2506 домогосподарств, 1643 родин, які мешкали в 3144 будинках. Середній розмір родини становив 2,89.
Віковий розподіл населення поданий у таблиці:
| Стать    | До 15 років | 15-21 | 22-29 | 30-39 | 40-49 | 50-65 | 65-85 | Понад 85 |
| -------- | ----------- | ----- | ----- | ----- | ----- | ----- | ----- | -------- |
| Чоловіки | 601         | 275   | 195   | 337   | 423   | 503   | 515   | 49       |
| Жінки    | 565         | 241   | 204   | 337   | 438   | 545   | 599   | 147      |

## Суміжні округи
- Кемпбелл — північ
- Макферсон — північний схід
- Едмундс — схід
- Поттер — південь
- Дьюї — південний захід
- Корсон — північний захід

## Виноски
1. ↑  US Decennial Census. US Census Bureau. Архів оригіналу за 19 липня 2018. Процитовано 28 березня 2015.
2. ↑  Historical Census Browser. University of Virginia Library. Архів оригіналу за 11 серпня 2012. Процитовано 28 березня 2015.
3. ↑  Forstall, Richard L., ред. (27 березня 1995). Population of Counties by Decennial Census: 1900 to 1990. US Census Bureau. Архів оригіналу за 28 грудня 2008. Процитовано 28 березня 2015.
4. ↑  Census 2000 PHC-T-4. Ranking Tables for Counties: 1990 and 2000 (PDF). US Census Bureau. 2 квітня 2001. Архів оригіналу (PDF) за 18 грудня 2014. Процитовано 28 березня 2015.
5. ↑  State & County QuickFacts. Бюро перепису населення США. Архів оригіналу за 30 січня 2016. Процитовано 28 листопада 2013.(англ.) Наведено за англійською вікіпедією.
6. ↑  American FactFinder. Бюро перепису населення США. Архів оригіналу за 26 лютого 2012. Процитовано 31 січня 2008.

| США | Це незавершена стаття з географії США. Ви можете допомогти проєкту, виправивши або дописавши її. |